# Unterobjekt-Klassifizierer
Unterobjekt-Klassifizierer werden im mathematischen Teilgebiet der Kategorientheorie untersucht. Es handelt sich um einen Monomorphismus, so dass jedes Unterobjekt auf diese Weise als Pullback dieses Monomorphismus längs eines eindeutig bestimmten Morphismus auftritt. Die Grundidee stammt aus der Kategorie der Mengen, in der eine Teilmenge mit der zugehörigen charakteristischen Funktion identifiziert werden kann.

## Unterobjekt-Klassifizierer für Mengen
Es sei {\displaystyle true:\{0\}\rightarrow \{0,1\}} durch {\displaystyle true(0):=1} definiert, das ist offenbar ein Monomorphismus in {\displaystyle {\mathcal {Set}}}, der Kategorie der Mengen. Ferner seien {\displaystyle C} eine Menge und {\displaystyle D\subset C} eine Teilmenge.
{\displaystyle \chi _{D}:C\rightarrow \{0,1\},\quad c\mapsto {\begin{cases}1&{\text{ wenn }}c\in D\\0&{\text{ wenn }}c\notin D\end{cases}}}
sei die charakteristische Funktion der Teilmenge {\displaystyle D\subset C}. Bezeichnet man die Inklusion {\displaystyle D\subset C} mit {\displaystyle \iota }, so hat man folgendes Diagramm
{\displaystyle {\begin{array}{ccc}D&\rightarrow &\{0\}\\{\Bigg \downarrow }\iota &&\quad \quad {\Bigg \downarrow }true\\C&{\xrightarrow[{}]{\chi _{D}}}&\{0,1\}\end{array}}},
das offenbar kommutativ ist, denn beide möglichen Pfade bilden alles auf 1 ab.
Mehr noch, dieses Diagramm ist sogar ein Pullback, denn macht auch {\displaystyle f:E\rightarrow C} das Diagramm
{\displaystyle {\begin{array}{ccc}E&\rightarrow &\{0\}\\{\Bigg \downarrow }f&&\quad \quad {\Bigg \downarrow }true\\C&{\xrightarrow[{}]{\chi _{D}}}&\{0,1\}\end{array}}}
kommutativ, so muss {\displaystyle f(E)\subset D} sein, das heißt, es gibt eine eindeutige Faktorisierung {\displaystyle f=\iota \circ f|^{D}}, wobei {\displaystyle f|^{D}} die Abbildung {\displaystyle f} mit auf {\displaystyle D} eingeschränkter Zielmenge sei.
Streng genommen müsste man auch die Faktorisierung des Pfeils nach {\displaystyle \{0\}} zeigen, aber da es von jeder Menge nur eine einzige Abbildung nach {\displaystyle \{0\}} geben kann (man sagt dazu auch, {\displaystyle \{0\}} sei ein terminales Objekt), ist das automatisch erfüllt.
Ferner kann man sich leicht überlegen, dass {\displaystyle \chi _{D}} die einzige Abbildung {\displaystyle C\rightarrow \{0,1\}} ist, die das erstgenannte Diagramm zu einem Pullback macht. Dies ist letztlich nichts anderes als die übliche Identifizierung einer Teilmenge mit der zugehörigen charakteristischen Funktion. Diese Betrachtungen motivieren folgende Definition:

## Definition
Es sei {\displaystyle {\mathcal {C}}} eine Kategorie mit einem terminalen Objekt {\displaystyle 1}.
Ein Unterobjekt-Klassifizierer ist ein Monomorphismus {\displaystyle true:1\rightarrow \Omega } in {\displaystyle {\mathcal {C}}}, so dass folgende Eigenschaft erfüllt ist:
Zu jedem Monomorphismus {\displaystyle m:D\rightarrow C} in {\displaystyle {\mathcal {C}}} gibt es genau einen Morphismus {\displaystyle \chi _{m}:C\rightarrow \Omega }, so dass
{\displaystyle {\begin{array}{ccc}D&\rightarrow &1\\{\Bigg \downarrow }m&&\quad \quad {\Bigg \downarrow }true\\C&{\xrightarrow[{}]{\chi _{m}}}&\Omega \end{array}}}
ein Pullback ist.

## Beispiele
- Nach obigen Ausführungen ist {\displaystyle true:\{0\}\rightarrow \{0,1\}} ein Unterobjekt-Klassifizierer in der Kategorie der Mengen.
- Es sei {\displaystyle M} ein Monoid und {\displaystyle {\mathcal {B}}M} die Kategorie der M-Räume. Ein „Rechtsideal“ in {\displaystyle M} ist eine Teilmenge {\displaystyle N\subset M}, so dass {\displaystyle N\supset Na} für alle {\displaystyle a\in M}. Die leere Menge und {\displaystyle M} sind stets Rechtsideale. Die Menge {\displaystyle \Omega } aller Rechtsideale von {\displaystyle M} wird durch die Operation

{\displaystyle \Omega \times M\rightarrow M,\quad (N,a)\mapsto N\cdot a:=\{b\mid ab\in N\}}
zu einem {\displaystyle M}-Raum. Der einelementige Raum {\displaystyle 1=\{0\}} mit der trivialen (und einzig möglichen) Operation von {\displaystyle M} ist ein terminales Objekt in {\displaystyle {\mathcal {B}}M} und
{\displaystyle true:1=\{0\}\rightarrow \Omega ,\quad true(0):=M}
ist ein Unterobjekt-Klassifizierer in {\displaystyle {\mathcal {B}}M}. Ist {\displaystyle m:D\rightarrow C} ein {\displaystyle M}-Monomorphismus, so leistet
{\displaystyle \chi _{m}:C\rightarrow \Omega ,\quad c\mapsto \chi _{m}(c):=\{a\in M\mid x\cdot a\in m(D)\}}
das Verlangte.
- Eine beliebige kleine Kategorie {\displaystyle {\mathcal {C}}} lässt sich bekanntlich mittels der Yoneda-Einbettung in die Kategorie der Prägarben auf {\displaystyle {\mathcal {C}}}, das heißt in die Funktorkategorie {\displaystyle {\hat {\mathcal {C}}}={\mathcal {Set}}^{{\mathcal {C}}^{op}}} volltreu einbetten. Auch wenn {\displaystyle {\mathcal {C}}} selbst keinen Unterobjekt-Klassifizierer hat, so gibt es stets einen in {\displaystyle {\hat {\mathcal {C}}}}.

Da {\displaystyle 1=\{0\}} ein terminales Objekt in {\displaystyle {\mathcal {Set}}} ist, prüft man leicht, dass der mit {\displaystyle {\hat {1}}} bezeichnete Funktor {\displaystyle {\mathcal {C}}^{op}\rightarrow {\mathcal {Set}}}, der jedes Objekt auf 1 und alle Morphismen auf {\displaystyle \mathrm {id} _{1}:1\rightarrow 1} abbildet, ein terminales Objekt in {\displaystyle {\hat {\mathcal {C}}}} ist.
Wir definieren nun ein Objekt {\displaystyle \Omega } in {\displaystyle {\hat {\mathcal {C}}}}, das heißt einen Funktor {\displaystyle \Omega :{\mathcal {C}}^{op}\rightarrow {\mathcal {Set}}} durch
{\displaystyle \Omega (C)} = Menge aller Siebe auf {\displaystyle C}
und für einen Morphismus {\displaystyle f:C\rightarrow D}
{\displaystyle \Omega (f):\Omega (D)\rightarrow \Omega (C),\quad \Omega (f)(S):=f^{*}(S):=\{h\mid f\circ h\in S\}}
Bezeichnet {\displaystyle t(C)} das maximale Sieb auf {\displaystyle C}, also die Menge aller Morphismen mit Ziel {\displaystyle C}, so ist
{\displaystyle true:{\hat {1}}\rightarrow \Omega ,\quad true_{C}:{\hat {1}}(C)=\{0\}\rightarrow \Omega (C),\quad 0\mapsto t(C)}
ein Unterobjekt-Klassifizierer in {\displaystyle {\hat {\mathcal {C}}}}.
- Viele weitere Kategorien sind äquivalent zu einer Prägarben-Kategorie des vorangegangenen Beispiels und viele darin enthaltene Teilkategorien, insbesondere Kategorien von Garben, haben Unterobjekt-Klassifizierer. Die Existenz eines Unterobjekt-Klassifizierers ist integraler Bestandteil der Definition eines Topos.
- Die Kategorie {\displaystyle {\mathcal {Ab}}} der abelschen Gruppen hat keinen Unterobjekt-Klassifizierer. Allgemeiner hat die Kategorie der Links-R-Moduln über einem beliebigen Ring {\displaystyle R} keinen Unterobjekt-Klassifizierer.

## Darstellung des Unterobjektfunktors
Unterobjekte in einer Kategorie {\displaystyle {\mathcal {C}}} sind Äquivalenzklassen (Isomorphieklassen) von Monomorphismen {\displaystyle m:S\rightarrow C}. Wir wollen von {\displaystyle {\mathcal {C}}} voraussetzen, dass die Gesamtheit der Unterobjekte eines Objektes {\displaystyle C} eine Menge bildet, die wir mit {\displaystyle \mathrm {Sub} _{\mathcal {C}}(C)} bezeichnen. Ferner wollen wir voraussetzen, dass  {\displaystyle {\mathcal {C}}} endliche Limiten, also insbesondere Pullbacks besitzt. Ist {\displaystyle f:C\rightarrow D} ein Morphismus in {\displaystyle {\mathcal {C}}}, so gibt es zu jedem Unterobjekt von {\displaystyle D}, das etwa durch einen Monomorphismus {\displaystyle h:E\rightarrow D} repräsentiert werde, ein Pullback
{\displaystyle {\begin{array}{ccc}E'&{\xrightarrow[{}]{f'}}&E\\{\Bigg \downarrow }h'&&\quad {\Bigg \downarrow }h\\C&{\xrightarrow[{}]{f}}&D\end{array}}}
und man erhält mittels der Zuordnung {\displaystyle h\mapsto h'} eine wohldefinierte Abbildung {\displaystyle \mathrm {Sub} _{\mathcal {C}}(D)\rightarrow \mathrm {Sub} _{\mathcal {C}}(C)}, die man mit {\displaystyle \mathrm {Sub} _{\mathcal {C}}(f)} bezeichnet. Auf diese Weise erhält man den sogenannten Unterobjektfunktor
{\displaystyle \mathrm {Sub} _{\mathcal {C}}:{\mathcal {C}}^{op}\rightarrow {\mathcal {Set}}}.
Unter den genannten Voraussetzungen an {\displaystyle {\mathcal {C}}} gilt nun, dass es genau dann einen Unterobjekt-Klassifizierer gibt, wenn der Unterobjektfunktor darstellbar ist, genauer, wenn es ein Objekt {\displaystyle \Omega } in {\displaystyle {\mathcal {C}}} gibt und in {\displaystyle C} natürliche Isomorphismen
{\displaystyle \alpha _{C}:\mathrm {Sub} _{\mathcal {C}}(C)\cong \mathrm {Hom} _{\mathcal {C}}(C,\Omega )}.